# Магазинчик страшилок
«Магазинчик страшилок» (англ. Little Gift Shop of Horrors) — 6 серия 2 сезона американского мультсериала «Гравити Фолз». Это единственный эпизод, который является не каноничным для мультсериала.

## Сюжет
Однажды к Стэну в Хижину Чудес приходит одинокий путешественник. И Стэн рассказывает ему 3 истории, чтобы тот купил у него что-нибудь в сувенирной лавке.

### Руки прочь
Семья Пайнс идёт на блошиный рынок, где находятся разные лавки со старьём. Дипперу понравилась лавка с профессорскими очками. Он одевает одни из них и случайно роняет все очки.
Мэйбл понравились болванчики, а Стэну золотые часы и он захотел их купить, но старуха сказала, что она ему их не продаст. Тогда Стэн крадёт часы «воровскими приёмами», обхитрив ведьму. Диппер говорит, что зря Стэн украл часы у ведьмы, но тот лишь смеётся над его суеверием.
Утром Стэн перед умывальником замечает, что у него пропали руки. Он пытается скрыть этот факт от детей, но кухонные перчатки падают, и они узнают о том, что у него теперь нет рук. Близнецы предлагают извиниться перед ведьмой и отдать ей часы. Стэн отказывается от этой идеи и просит Мэйбл сделать ему новые руки, но эта идея тоже становится неудачной.
После этого Пайнсы находят логово Ручной ведьмы, чтобы попросить её вернуть руки Стэну. Но, на них нападает орда рук, которые хватают Диппера и Стэна, а две руки, играя с Мэйбл в «Камень, ножницы, бумага…» выигрывают, выставив ножницы, и хватают её за волосы.
Ведьма говорит, что снять заклятье можно только с помощью поцелуя. Стэн целует её руку, но та хочет поцелуй в губы. Стэн отказывается, подмечая, что руки ему не на столько уж и нужны. Потом она рассказывает, что ей одиноко, а затею с руками она придумала, чтобы привлечь кого-нибудь. Мэйбл помогает ей она с Диппером и Стэном делают ремонт в её пещере. В благодарность Ведьма возвращает Стэну руки. В конце истории к ведьме приходит путешественник и просит переночевать, та приглашает его к себе в пещеру.

### Поросячья мечта
Диппер купил головоломку «Бог-знает-сколько-гранник» и пытается её собрать, но всё безуспешно. Тем временем Мэйбл и Пухля играют в радио и Мэйбл на жалобу Диппера сказала, что он, возможно, не на столько умён для сбора этой головоломки. Чтобы доказать ей, что он достаточно умный, он решает использовать гриб-мозговик, найдя о нём информацию в Дневнике № 3. Размолов его в ступке он мажет сок на лоб и засыпает, но Пухля просыпается и съедает со ступки и лба Диппера всю кашицу. Утром Диппер просыпается и думает что он стал чуточку умнее, но потом замечает Пухлю на машине, которую он же и соорудил. Благодаря этой машине Пухля может «разговаривать». Пухля отдал Дипперу решённый «Бог-знает-сколько-гранник». Пухля приглашает Диппера к себе в ученики. Он соглашается и идёт за ним. Мэйбл очень грустно без Пухли и она пытается играть в радио одна. Позже Мэйбл идёт в холл, где видит, как Диппер и Пухля строят машину, которая решит все вопросы человечества.
Пухля садится и подключает к ней свой мозг. Мэйбл просит Пухлю не делать этого и поиграть с ней. Он вспоминает, как ему было хорошо с Мэйбл и программирует машину так, чтобы та понизила уровень интеллекта до свинячьего. Диппер расстраивается, но Пухля в оставшиеся секунды разумности приходит к выводу, что наука — вечно убегающий горизонт, а не осязаемый приз в руках. Машина ломается. Пухля вновь стал обычной свиньёй и с радостью бежит к Мэйбл. Диппер смотрит в сторону развалившейся машины. Сестра решает, что ему помогут «обычные обнимашки от обычной свиньи». Пухля прыгает на Диппера и выплёвывает решённый «Бог-знает-сколько-гранник».

### Байка о пластилине
Семья Пайнсов смотрят телевизор. По нему идёт мультик, который нравится Мэйбл. Позже Стэн решает включить кассету с фильмом его детства. Мэйбл, увидев пластилинового циклопа, кричит и убегает из комнаты. Оказывается, что она боится старой кукольной анимации.
В итоге Стэн, Диппер, Зус и Мэйбл пошли к режиссёру мультфильма Гарри Глинке, чтобы доказать Мэйбл, что фигуры ненастоящие. Идя к дому, Стэн пытается объяснить, что анимация делается с неживыми фигурами и по одному кадру за раз. К сожалению, Стэн ошибается. Зайдя в дом они через минуту видят большого живого пластилинового циклопа из того самого фильма. После циклопа вылезают пластилиновые скелеты с мечами и щитами. От страха Мэйбл бежит наверх, чтобы спрятаться от всего этого.
Режиссёра приводят скелеты к трём жертвам. Тот объясняет, что использовал чёрную магию, чтобы фигуры сами двигались. Сначала всё было отлично, но когда изобрели компьютерную анимацию, монстры восстали и взяли в плен Глинку.
Мэйбл, видевшая всё сверху, решила спасти друзей. Взяв кусок пластилина, девочка сделала из него милую мордашку. Осознав, что она слепила то, что ей нравится, она решила действовать. Мэйбл лепит из циклопа Яркую Звёздочку и с её помощью убивает всех остальных монстров. Так она победила страх.

### Конец эпизода
Одинокий путник так ничего и не покупает. Стэн даёт ему бесплатный образец волшебного зелья, которое оказывается снотворным, путник выпивает его и позже просыпается в витрине. Стэн проводя экскурсию представляет его людям как Крохобора. В титрах показано, он играет с Мэйбл в крестики-нолики.

## Вещание
Эпизод в день премьеры посмотрели 2,30 млн человек.

## Отзывы критиков
Обозреватель развлекательного веб-сайта The A.V. Club Аласдер Уилкинс поставил эпизоду оценку «A-», похвалив работу над персонажами и отметив то, что «каждая история могла бы быть отдельным эпизодом, если бы того захотели авторы. Неканоничность этих историй означает, что нам не нужно слишком беспокоиться о том, какого мнения о сверхъестественном придерживается Стэн на этой неделе, но это не имеет особого значения, потому что его отношение к паранормальным антагонистам такое же неисправимое и с ликованием аморальное, как и его отношение к более мирским врагам».
Привлекательность истории «Руки прочь» в том, что «Стэн настолько любит собственное „я“, что остаётся Стэном в любой ситуации, отсюда же его замечание ведьме, что ему нужно вернуть руки, потому что у него есть определённый жест, который он хотел бы ей показать».
История «Байка о пластилине» является «самой простой с точки зрения сюжета, так как интеграция монстров, вдохновлённых Харрихаузеном, проходит гладко, и в этом сегменте все персонажи кажутся живущими в одном пространстве, хотя они даже не имеют одинакового количества измерений». В частности, критик отмечает «хорошо сделанное исчезновение Мэйбл внутри циклопа».

## Криптограммы

### Титры
Во время титров появляется криптограмма: «PVREK BIG QF. JCDQZRF’ ZNVEFH OBCX: „C BEWRS VVUTBFL BT BKNX CVAY BKNX CVAY BKNX“». Используя шифр Виженера, можно декодировать криптограмму: «CHECK OUT DR. WADDLES’ LATEST BOOK: „A BRIEF HISTORY OF OINK OINK OINK OINK OINK“» (рус. Зацени последнюю книгу доктора Пухли: «Краткая история о Хрю Хрю Хрю Хрю Хрю»).

### Изображение после титров
В конце эпизода в изображении после титров, написано «23-12-12 10-15-11-23-4-15-9-10» в левом верхнем углу, «8-9-5-5-19-5-5-15-10-17 6-9-22-9-4-5 22-25 11-9-9-10-12-15-17-16-4!» и «15-5 22-12-23-21» в правом нижнем углу, что после дешифровки комбинацией шифров переводится как «ALL ANIMATION» и «IS BLACK MAGIC» (рус. Вся анимация — это чёрная магия), тем самым шифр говорит о том, что эпизод является неканоничным.